# غروب (فلم)
غروب هو فيلم مصري إنتاج عام 1947م، ومن إخراج وتأليف أحمد كامل مرسي.

## القصة
نادية شابة جميلة يدفعها أهلها بطبيعتهم للعمل كفتاة ليل في أحد الملاهى الليلية، تنطبع بمتطلبات هذا العمل ويروق لها فقد أصبح لها صيت ومعجبون بغنائها، يصدمها صديقان بالسيارة، هما أنور وفراد، فراقت لإحدهما ويدور بين الصديقين جدل حول إمكانية إصلاح مثل هذه النوعية من الفتيات لو وجدت المناخ الصالح لذلك، ينتهى الأمر برهانهما على هذه الإمكانية، ويتحمس أحدهما الذي بدأ يشعر بعاطفة الحب تجاه الفتاة، يسعى أنور إلى انتشالها من هذا الوسط. يتقرب إليها حتى تبادله مشاعره ويتزوجان. إلا أن الفتاة بعد فترة تمل الحياة الزوجية وضوابطها، يضطر أنور للسفر لانجاز عمله، تستغل غيابه وتعود إلى الغناء في إحدى الصالات الليلية وقد أغواها الفاسدون القدامى، وعندما يعود أنور من سفره لا ترجع معه وإنما تحكى له عن علاقة قديمة مشينة وتؤكد أن هذه العلاقة لم تنتهى فلا يجد مفرًا من الطلاق؛ إذ تأكد له أن هذه النوعية من النساء لا يمكن إصلاحها. تستكمل نادية حياتها الليلية ويتخلى عنها الأصدقاء الذين أفسدوا حياتها وكانوا سببًا في عودتها للوحل وينتابها المرض الذي ظل يشتد يومًا بعد يوم، يلقاها زوجها فتطلب منه الصفح والغفران، يكون المرض قد بلغ مبلغه فتموت مع غروب الشمس

## تمثيل
- عقيلة راتب
- زكي رستم
- محمود المليجي
- أحمد علام

## روابط خارجية
- مقالات تستعمل روابط فنية بلا صلة مع ويكي بيانات